# 木場茶屋町
木場茶屋町（こばんちゃやちょう）は、鹿児島県薩摩川内市の町。旧薩摩郡川内町木場茶屋町、川内市木場茶屋町。郵便番号は895-0034。人口は154人、世帯数は62世帯（2020年10月1日現在）。

## 地理
薩摩川内市の南西部に所在している。字域の北方には薩摩川内市尾白江町、南方にはいちき串木野市芹ケ野、西方には薩摩川内市都町、東方には薩摩川内市川永野町がそれぞれ接している。
字域の中央を鹿児島本線が通っており、字域には木場茶屋駅が所在している。それに沿って国道3号隈之城バイパスが中央部を通っており、東部を国道3号が通っていたが隈之城バイパスが開通したことにより、川永野町から木場茶屋町までの区間は2011年（平成23年）12月20日に鹿児島県道320号百次木場茶屋線に指定された。西部には南九州西回り自動車道が南北に通っており、都トンネルがある。

### 字名の由来
「木場茶屋」という地名は木場に藩政時代頃藩主が参勤交代などで東上する際の休憩所（茶屋）が置かれていたことに由来する。
また「木場茶屋」という地名は難読地名であり、東京堂出版の『難読地名辞典』（1993年刊行）には「木場茶屋町」（こばんちゃやちょう）として掲載されている。

## 歴史
1940年（昭和15年）2月10日に鹿児島県公報に掲載され、同日に施行された「 薩摩郡川内町、町名改稱竝區域變更」（鹿児島県告示）により「大字西手ヲ廢止シ其ノ區域中（中略）字瀬戸山、木場、木場原、西迫、前田、小吹、字蕨迫ノ内（番地一覧略）ノ區域ヲ木場茶屋町（コバチヤチヨウ）ト」することが鹿児島県知事によって許可され、薩摩郡川内町大字西手のうち字瀬戸山、木場、木場原、西迫、前田、小吹の全域及び蕨迫の一部の区域を以て川内町の町「木場茶屋町」が設置された。翌日の2月11日には薩摩郡川内町が単独で市制施行し川内市となった。
2004年（平成16年）10月12日に川内市、東郷町、入来町、祁答院町、樋脇町、下甑村、上甑村、鹿島村、里村が新設合併し薩摩川内市が設置された。この市町村合併に伴い設置された法定合併協議会において川内市の町・字については「現行通りとする。」と協定されたため、名称の変更は行われずに薩摩川内市の町となった。

### 字域の変遷
| 変更後             | 変更年             | 変更前           |
| ------------------ | ------------------ | ---------------- |
| 木場茶屋町（新設） | 1940年（昭和15年） | 大字西手（一部） |

## 人口
以下の表は国勢調査による小地域集計が開始された1995年以降の人口の推移である。
| 年                 | 人口 |
| ------------------ | ---- |
| 1995年（平成7年）  | 168  |
| 2000年（平成12年） | 187  |
| 2005年（平成17年） | 167  |
| 2010年（平成22年） | 137  |
| 2015年（平成27年） | 130  |
| 2020年（令和2年）  | 154  |

## 施設

### 公共
- 木場茶屋集会所

## 小・中学校の学区
市立小・中学校に通う場合、学区（校区）は以下の通りとなる。
| 大字       | 番地 | 小学校                   | 中学校                   |
| ---------- | ---- | ------------------------ | ------------------------ |
| 木場茶屋町 | 全域 | 薩摩川内市立隈之城小学校 | 薩摩川内市立川内南中学校 |

## 交通

### 道路
一般国道
- 国道3号（隈之城バイパス）

一般県道
- 鹿児島県道320号百次木場茶屋線

### 鉄道
九州旅客鉄道鹿児島本線
- 木場茶屋駅